# Palazzo Incontri
Le Palazzo Incontri est un palais de Florence.

## Description
Le palazzo Incontri est un palais de Florence situé à l'angle de la Via dei Servi et de la Via dei Pucci, dans le  carrefour où se trouvent encore le Palazzo Pucci, le Palazzo Pasqui (it) et l'église San Michelino Visdomini (it).
Le quartier du palais est l'appelé « Canto di Balla » parce qu'il était en correspondance avec la porte  antique de Porta di Balla, en usage jusqu'au XIIe siècle.

## Historique
À  la fin du Trecento, la branche principale de la famille Médicis possédait, en ce lieu, des maisons qui, après la mort de Laurent le Magnifique, furent vendues à Giovanni Antonio Vespucci, un homme politique, ganfalonier de justice qui, selon le témoignage de Giorgio Vasari, fit réaliser le premier palais qui contenait aussi des décorations de Sandro Botticelli et Piero di Cosimo.
En 1533, la possession passe à Piero di Alamanno Salviati, mais une crise politique empêcha les travaux d'amélioration entrepris. En 1554, Alessandro Salviati aida les Siennois et les Florentins rebelles de Piero et Leone Strozzi contre Cosme Ier de Médicis qui assiégeait la ville. Après la victoire de Cosme et le refus de répentance, Alessandro fut condamné à mort pour trahison.
Par la suite le palais passa en dot à Piero Ridolfi, lequel participa en 1575 au complot contre Cosme (« Congiura dei Pucci ») qui, une fois découverte, le contraignit à l'exil.
En 1608, le palais passa aux Baglioni de Pérouse qui construisirent une grande partie de l'édifice actuel.
En 1676, le palais est cédé à Ludovico Attilio Incontri, un personnage issu d'une famille noble originaire de Volterra.
L'édifice sous sa forme actuelle est dû à Ludovico Incontri, d'après un projet personnel de Paolo Falconieri, actif aussi dans le proche palazzo Pucci.
Vers le milieu du XIXe siècle, le palais est acheté par Filippo de Piccolellis, d'origine napolitaine qui y vécut avec son épouse Isabelle Poniatowski, fille du prince polonais en exil Stanislas Poniatowski, qui, grâce à son réseau de connaissances, destina le palais à une vie mondaine.
Aujourd'hui l'édifice abrite un institut de crédit la "Banca CR Firenze", filiale d'Intesa Sanpaolo.

## Architecture
Le palais a été construit en cherchant une synthèse entre les palais de style Renaissance florentins et les baroques romains.
La forme de sa structure est massive, décorée par une série de fenêtres à chaque étage  séparée par des  cornice marcapiano en travertin. Les portails « à coussin » disposés en structure rayonnée sont surmontés de balcons en pierre asymétriques. Les fenêtres avec grilles en fer forgé du rez-de-chaussée possèdent une corniche identique à celle du portail avec une cimaise rectiligne.
Le piano nobile comporte plusieurs salles ornées de fresques, avec des décorations en trompe-l'œil où apparaissent des éléments architecturaux illusionnistes combinés avec des vraies et de grandes armoiries héraldiques.
Sur la côté de la Via dei Pucci, les fresques confèrent aux salles un style néoclassique.

## Images

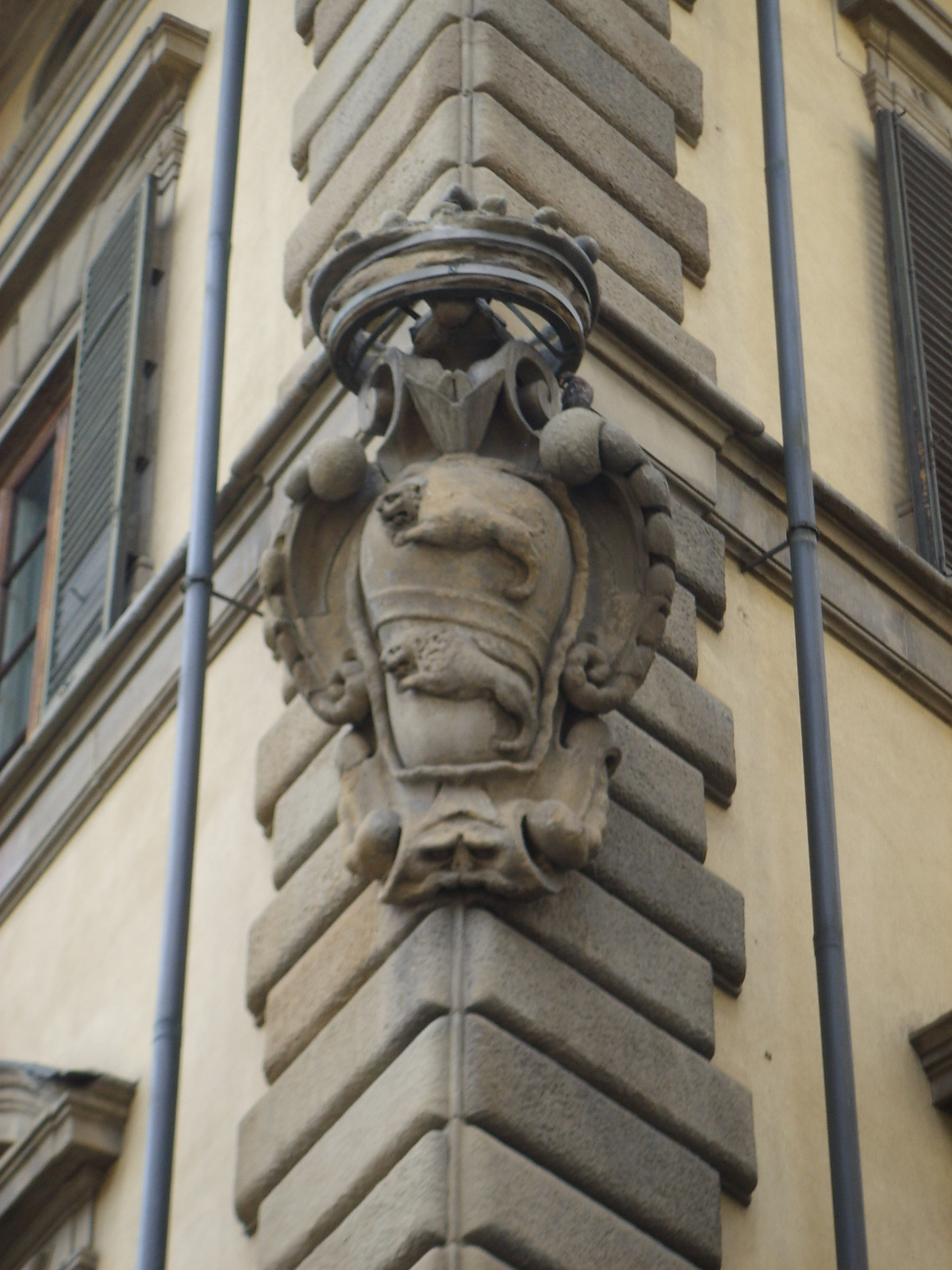
Blason.
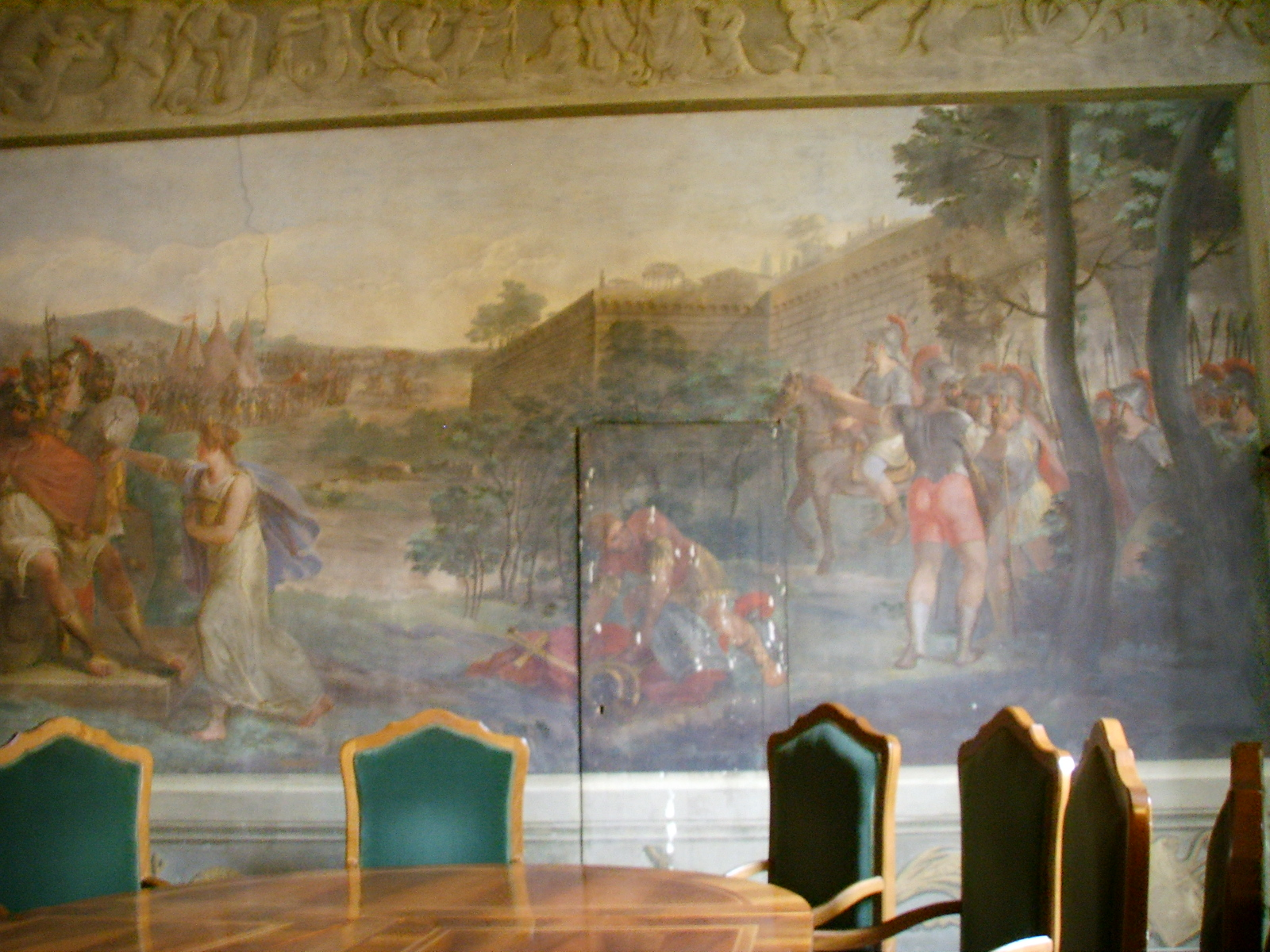
Fresques.
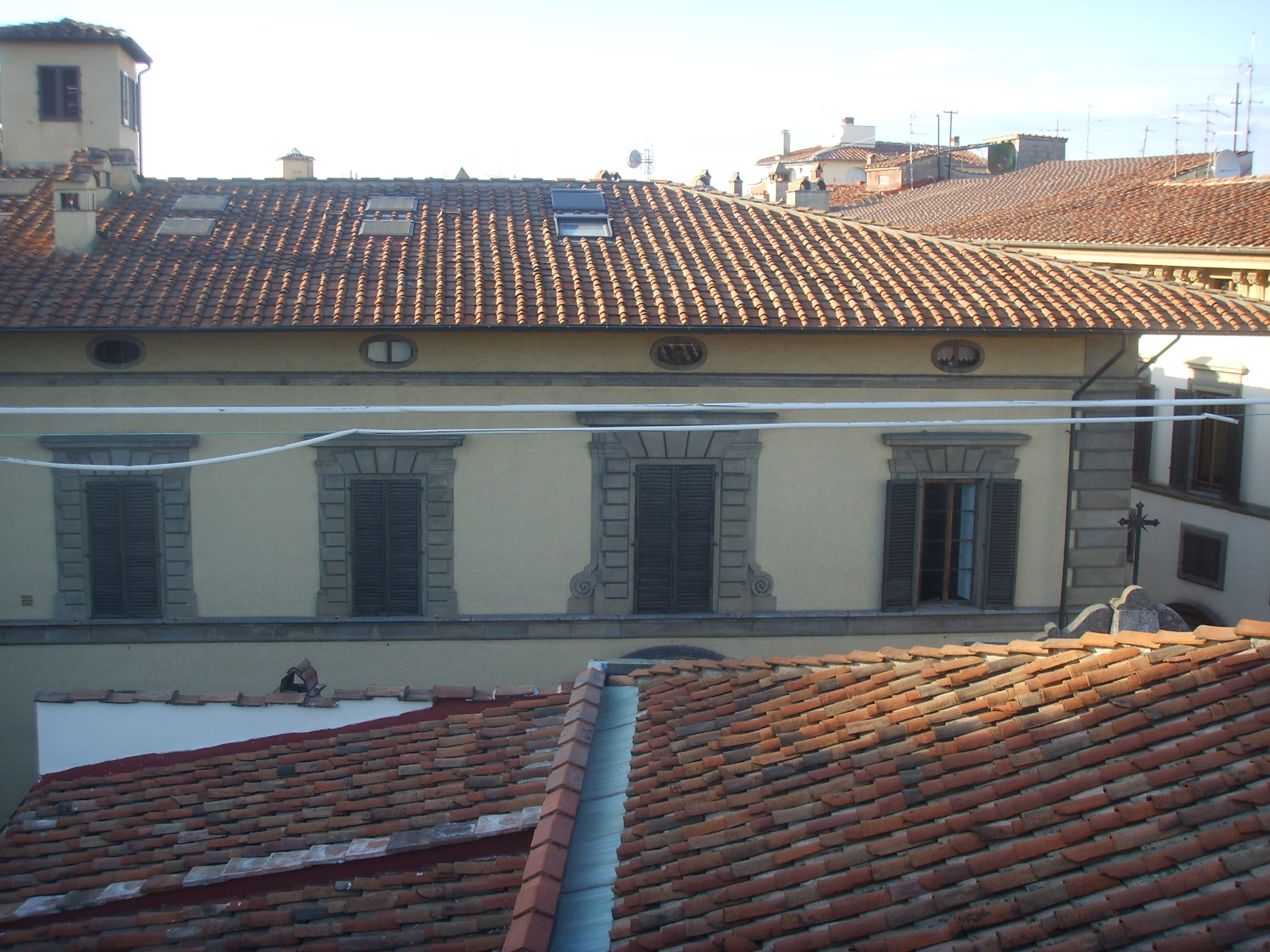
Vue de la terrasse.
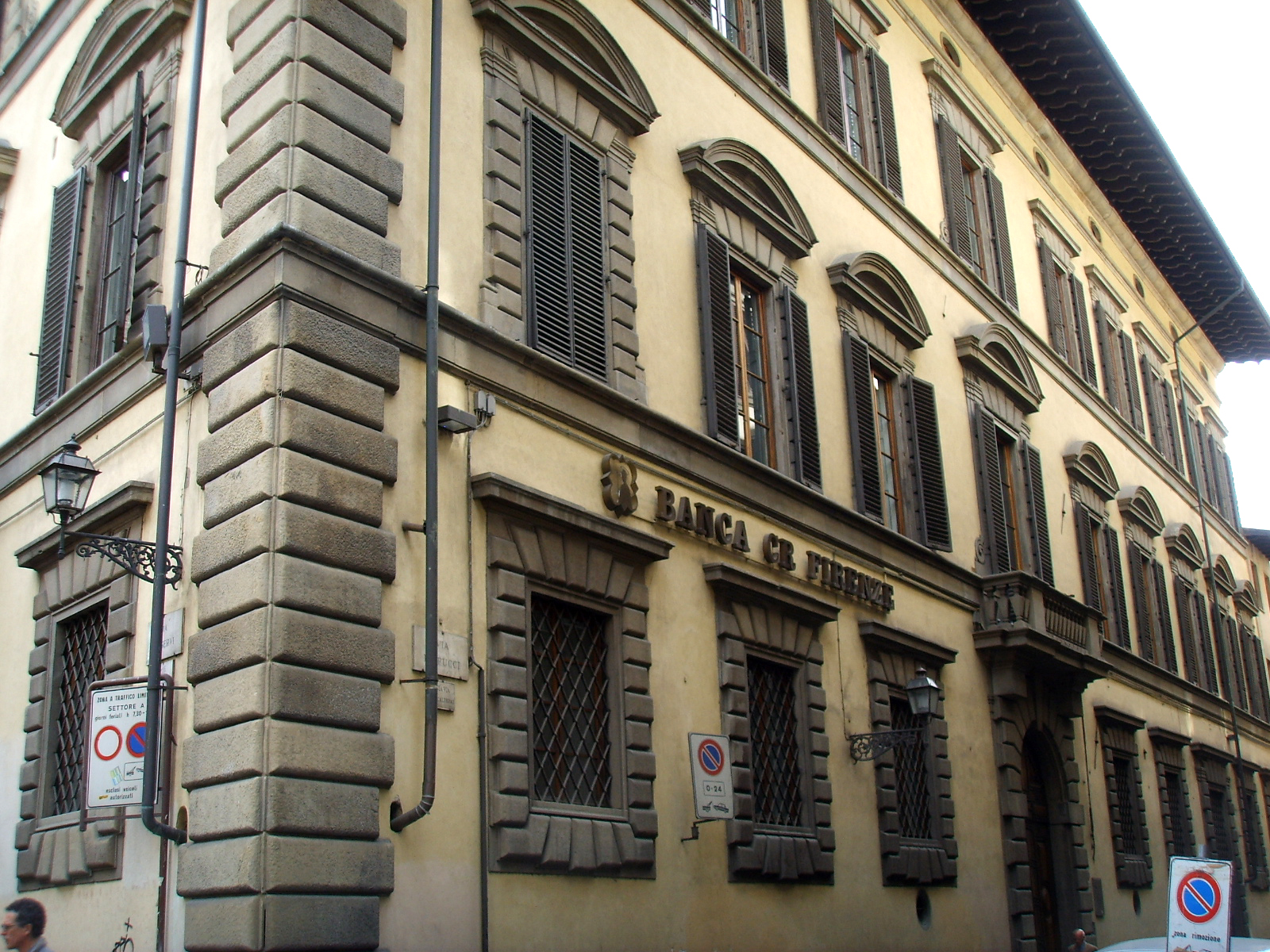
Façade du Palazzo Incontri.
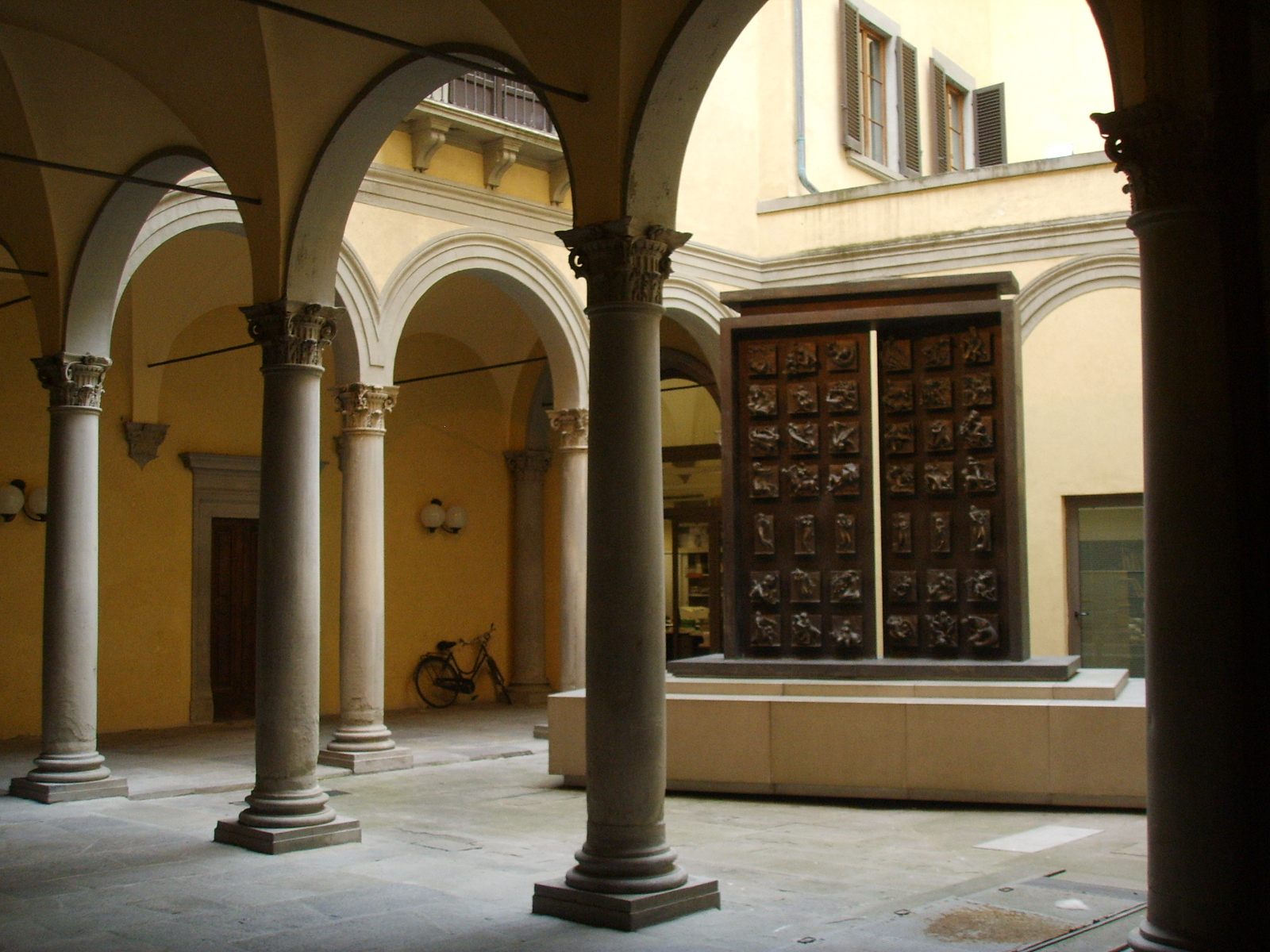
La cour